# Стокаредо (Виченца)
Стокаредо је насеље у Италији у округу Виченца, региону Венето.
Према процени из 2011. у насељу је живело 304 становника. Насеље се налази на надморској висини од 931 м.